# Maria Westerberg (konstnär)
Maria Helena Westerberg, även känd under artistnamnet Vildhjärta, född 21 maj 1968 i Sunne församling i Värmlands län, är en svensk konstnär och författare.
Westerbergs konst är tätt sammanknuten med skogen och hennes skapelser har kallats för pinnkonst. Hon har deltagit i flera separatutställningar och givit ut två böcker. Westerberg har tilldelats Nya Wermlands-Tidningens kulturpris.

## Biografi
Westerberg är uppvuxen i Sunne. Efter en treårig gymnasieutbildning tillbringade hon flera år utomlands, bland annat till Frankrike, Schweiz, Afrika och Sydamerika. Hon bodde i tre och ett halvt år i Portugal där hon drev en drakfabrik och vid 22 års ålder hade fjorton anställda. Det var i Portugal som hennes intresse för att samla pinnar väcktes när hon fick besök av vännen Sanna Gising och de gemensamt gick längs stränder och hittade döda och torkade ljungrötter. Tre år senare, 1995, öppnade de tillsammans en hantverksbutik strax utanför Sunne där de sålde egentillverkade smycken av ljungrötterna från Portugal, pinnar från Sveriges västkust och drivved från Fryken. De utgick enbart från döda växtdelar. Butiken ställde ut artiklar från 38 olika hantverkare och Gising och Westerberg fick länsstyrelsens etableringsstipendium 1995. År 1999 hade Westerberg mer och mer kommit in på skulptering istället för smyckestillverkning. Från 1999 arbetade hon på heltid med sitt skapande och försörjde sig som träkonstnär.

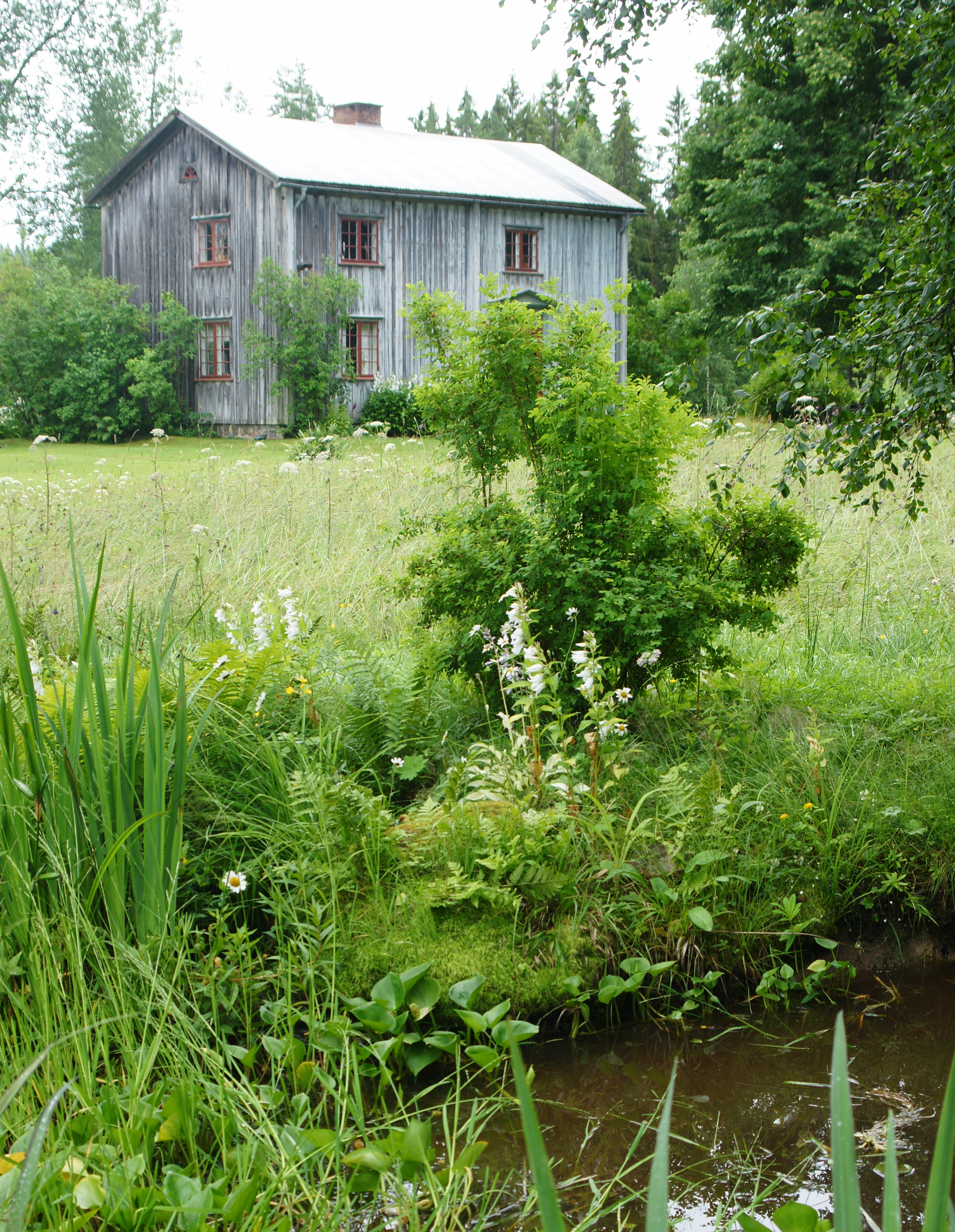
Huset som Wihlborg testamenterade.

Westerberg är sedan 2001 bosatt i Brunskog i Värmland, i samma trakt där morföräldrarna hörde hemma och där hon tillbringat sin barndoms somrar. Hon flyttade in i ett hus mitt i skogen där konstnären Gunnar Wihlborg (en av initiativtagarna till Gammelvala) bott och som denne testamenterade till Brunskogs Hembygdsförening med önskan om att huset skulle hyras ut till konstnärer och författare. Där bor Westerberg och har också skogen, sin arbetsplats, runt knuten. Förutom boningshus finns där också köksträdgård och uthus.

## Konstnärskap

### Bakgrund och arbetsprocess
Ända sedan hon var liten har Westerberg gått till skogen när hon har varit ledsen, lycklig eller haft överskottsenergi. Nu går hon till skogen varje dag med en korg, penna och anteckningsbok. Skrivblocket har hon med sig för att fånga egna tankar. Hon plockar trädgrenar och annat material, av vilka hon sedan gör skulpturala figurer.
Hon använder inte färskt virke utan tar till vara det som har slutat växa i naturen och har därför kallats en "anarkist inom träslöjden". Hon sätter sig ned och råtäljer direkt på plats: Westerberg utgår alltid från den form grenen har – den får till exempel utgöra kroppen av ett djur – och sedan täljer hon bort eller lägger till. Detta och den sinnesstämning hon befinner sig i styr arbetet och påverkar slutresultatet. Det händer även att hon använder sig av metallskrot som hon plockat under sina skogspromenader. Hon är inte ute efter estetik när hon arbetar utan skapar från hjärtat och därför arbetar hon så snabbt hon kan.

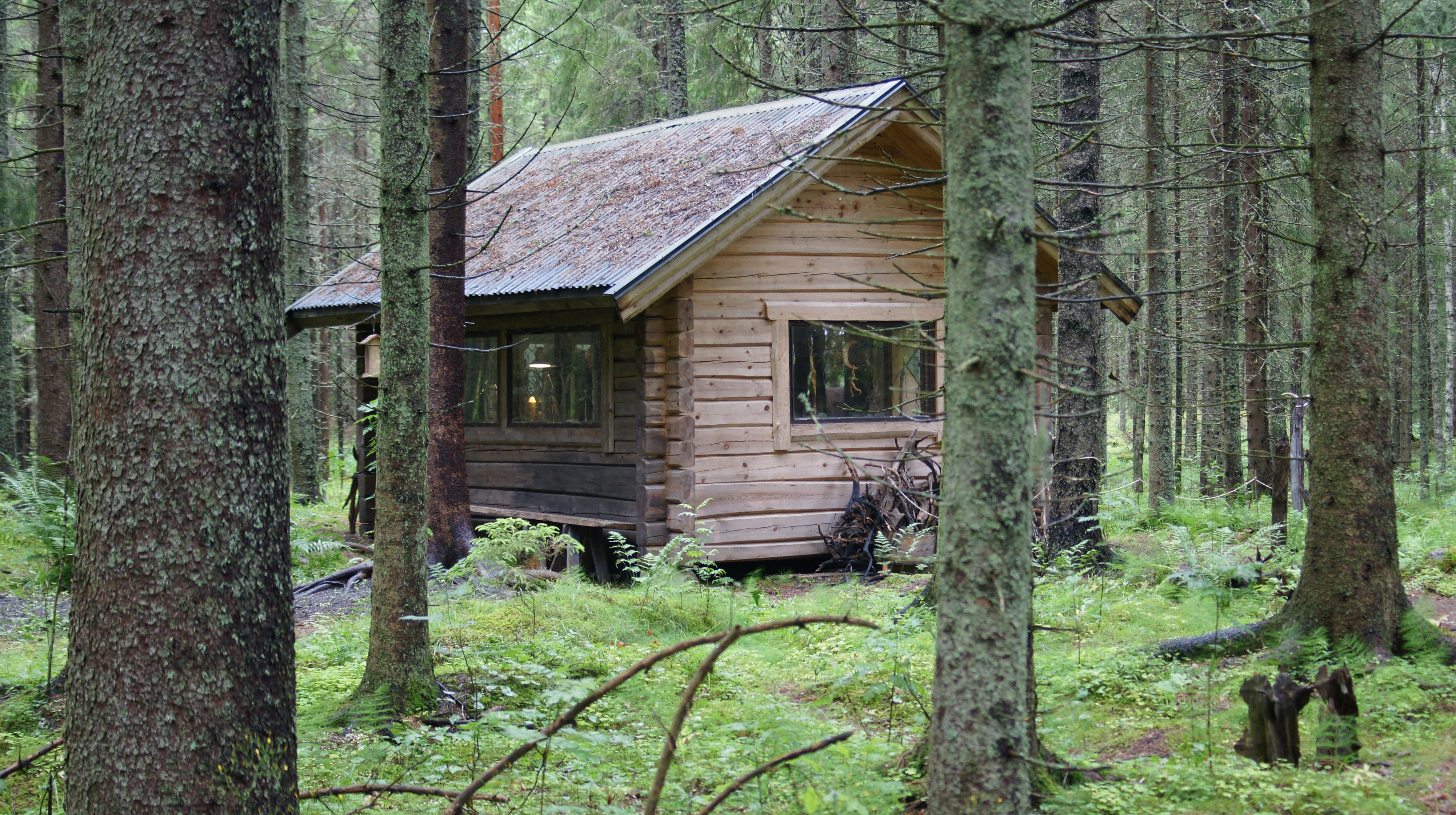
Westerbergs ateljé.

2009 byggdes en liten timmerstuga, en ateljé, mellan trädstammarna i skogen. Mellan boningshuset och ateljén går en stig, kantad av skulpturer, exempelvis större verk som "Edvard Munchs mindre kända 'Jublet'", en figur med stor öppen mun, horn och stora ögon, men även mindre ting som en liten varningsskylt för korsande myrstig.
Westerberg kan försörja sig på sin konst. Det brukar bli en pinnfigur om dagen, närmare 400 om året. Hon skulle helst behålla alla själv men många säljs. Att skapa böcker utifrån verken blir ett sätt för Westerberg att behålla dem. Westerberg beräknar att hon hinner skapa mellan 16 000 och 17 000 alster under sitt liv, vilket hon tycker är synd då hon inte hinner med alla idéer hon har.
Westerbergs arbetsredskap utgörs av en borrmaskin, en vass kniv, en korg och lite färg. Hon anser själv det bästa verktyget vara humorn och näst efter det kniven. Hon är en samlare och ser en direkt personlig koppling mellan detta och att få mat på bordet. Utöver pinnar och rötter samlar hon på pärlor, snäckor, hjärtan, papperslappar, kunskap och historier.

### Tematik och samarbeten
Westerberg vill inte inordna sig i ramar och håller sig ifrån begrepp som konst, konsthantverk och slöjd. Hon beskriver det själv som att hon sitter på en gärdsgård mellan definitionerna, olika konstarter och genrer. Hon är självlärd som konstnär och kallar naturen för "världens största konstskola" och menar att en av de bästa sakerna med skogen som skola är att man inte vet ämnet som ska studeras i förväg. Hon säger även att hon lär sig mer om konst, poesi och filosofi av sina pinnar än vad hon gör i mänskliga sammanhang och att hon älskar naturen för att den inte ljuger. Westerberg ser sig som en del av konstverket och som en tolk mellan naturen och betraktaren. Henrik Engström betonar i en artikel för Djurens Rätt att ett genomgående tema i Westerbergs skulpturer är omsorgen om den svagare.
2002 var Westerberg med och startade konstnärsgruppen BBB (där ett B står för Brunskog, ett för brudar och det tredje B:et kan stå för olika saker), en fri grupp som bland annat ställt ut gemensamt. Hon har även flera gånger samarbetat med konstnären Lena-Maria Stigsdotter.

### Texter

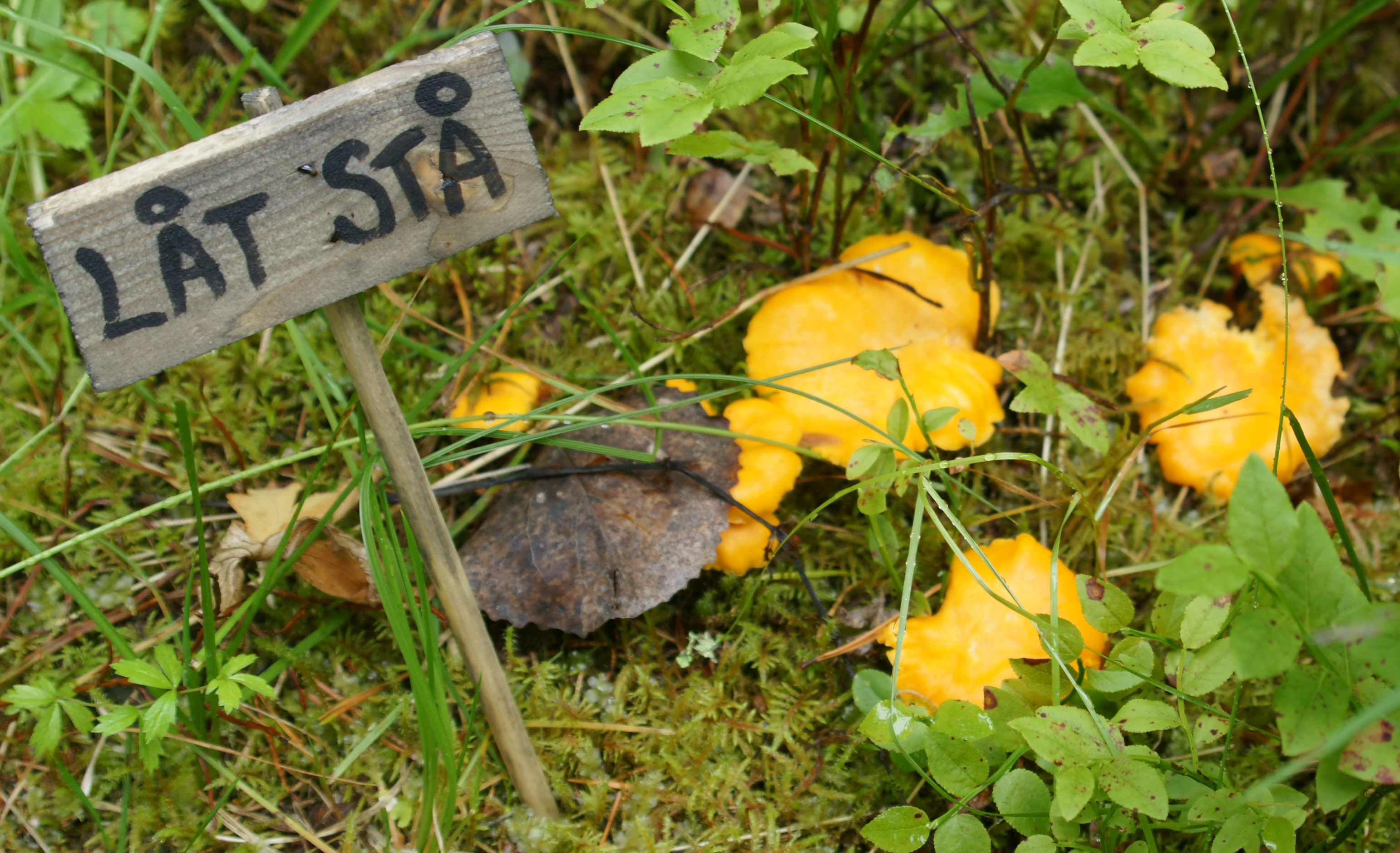
Liten skylt längs skulpturstigen.

Till varje figur hör även ett kort med en kort text om materialet, uttrycket eller tankar som dök upp under tillverkningen. Pinnarna har beskrivits som ett slags "språkspillror som hon plockar fram och låter berätta sin historia". Efter några år blev texterna mer och mer till rena dikter. 2004 omnämndes hennes språk för första gången som "poetiskt" när det gäller korttexterna. Pinnfigurerna med tillhörande texter "blir som en dagbok över hennes liv". "En poetisk och filosofisk lek med ord, en pendang till det konstnärliga uttrycket, med djupa bottnar och tankar kring det som berör Maria", skriver Enköpings-Posten, och Nya Wermlands-Tidningen skriver: "djupt personligt, ja, så personligt att det paradoxalt nog ibland upphör att handla om Maria utan i stället rör var och en". Westerberg själv har sagt att hon hoppas att lapparna med texter tappas bort, hon vill enbart att figuren och orden ska sätta fantasin i rörelse och att berättelsen ska fortsätta. Samtidigt anser hon att orden är lika viktiga som pinnarna när hon tillverkar skulpturerna.

### Verk

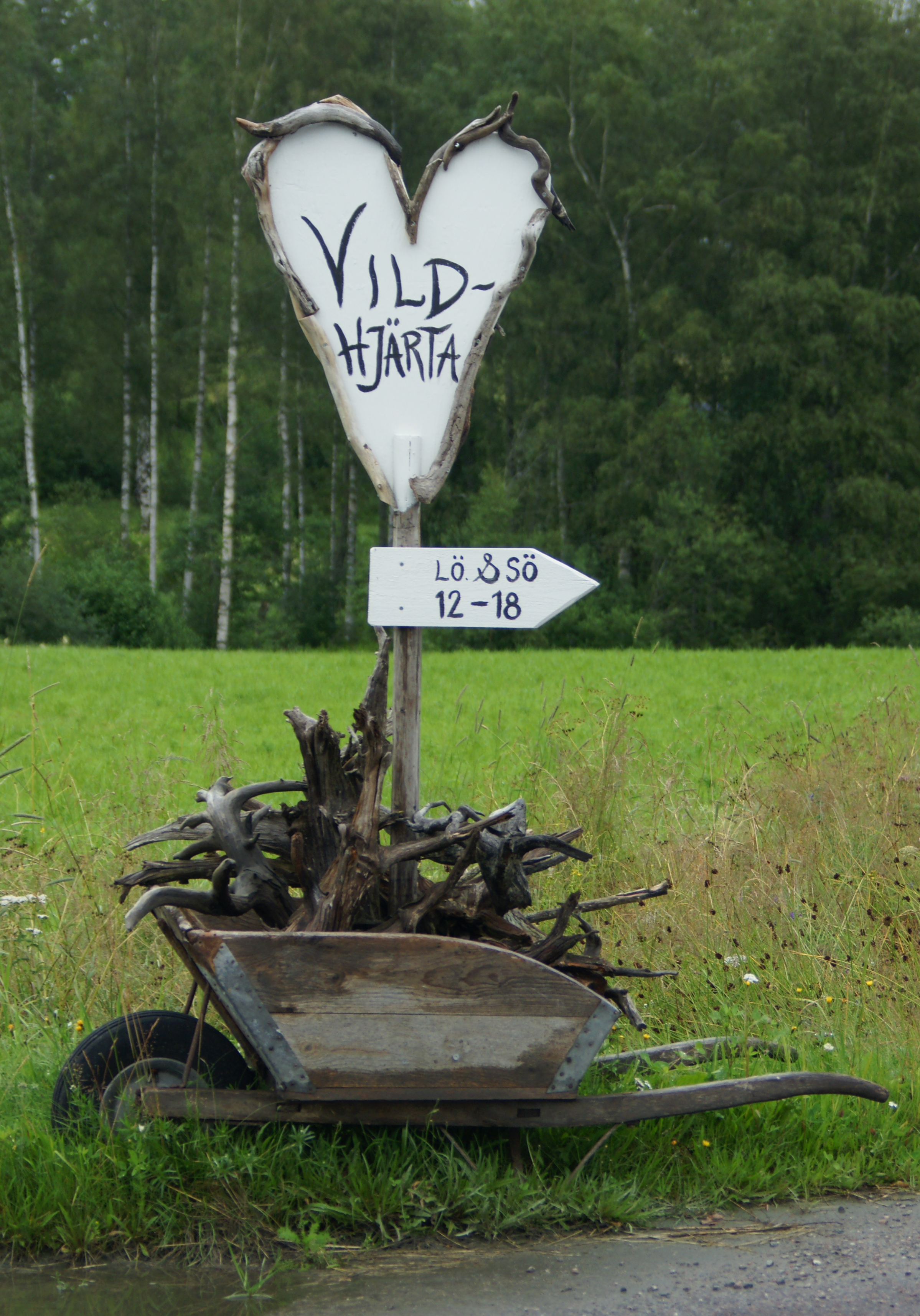
Skylt som visar vägen till Westerbergs utställningslokal, bostad och ateljé.

Verket "Nära till månen", en fritt hängande kvinna med tag om en månskära, nämns i tidningsartiklar om Westerbergs konst, ofta får verket symbolisera den romantiska delen av konstnärens skapande. Humor finns där också, inte sällan i skepnad av fåglar med namn som till exempel "Osprängd anka", "Fyllekaja"., "Tuppenbarelse", "Kajaktär" och "Kate Mås". Westerberg har som motto att allvarliga budskap slinker ned lättare med humor. Att konstverken ofta får humoristiska namn har även med Westerbergs inställning till konst och skapande att göra. Hon motsätter sig ramar, regler och konvention, anser att "myten och fantasin är det som gör människan fri" och att höga pretentioner gör både människan och konsten ofri. Ofta är skulpturerna, precis som dikterna, både humoristiska och allvarliga på en och samma gång.

### Förhållande till utställningar
Westerberg har sedan 2000 varit verksam med utställningar inom slöjd och konst.

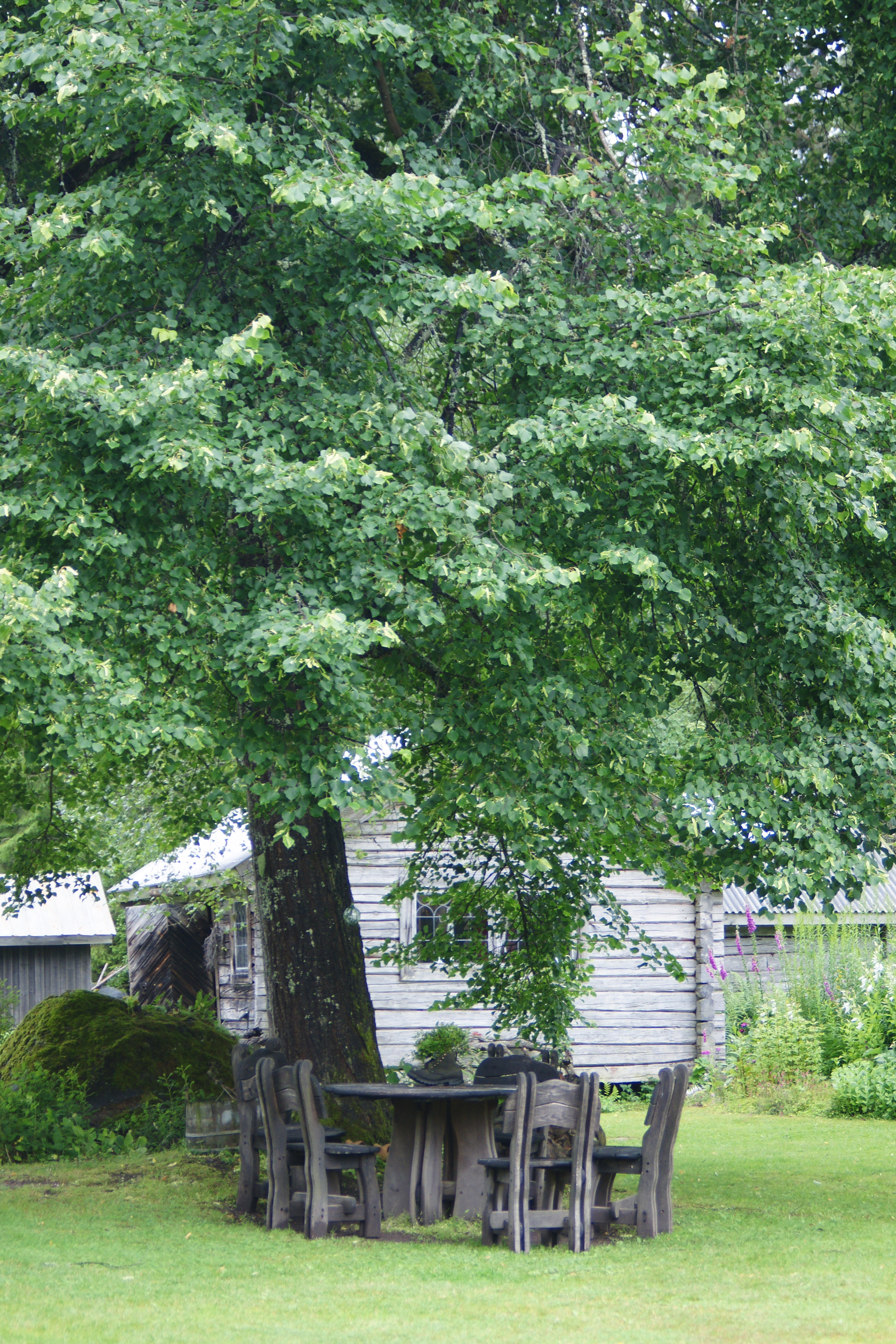
Gårdsplan med Westerbergs utställningslokal i bakgrunden.

Westerberg har en utställningslokal på gården, hon vill hellre att folk reser dit än att hon åker till Stockholm. Omkring 4 000 personer kommer sommartid hem till Westerberg för att se hennes figurer och läsa hennes texter, trots att hon bara har öppet på helgerna under ett par månaders tid. Westerberg säger att de roligaste besökarna är barnen som kastar en blick på det hon gjort och sedan själva springer ut i skogen.
2010 hade Westerberg en uppmärksammad separatutställning på Värmlands Museum. Utställningen var uppdelad i ett rum som en vinterskog med fokus på humor, ett rum benämnt "vargarnas skog" inrymde politik och ett tredje rum var gammelskogens rum, enligt Westerberg den normala skogen. Westerberg beskrev det som att hon genom verken ville ge de svaga en röst och att hon börjat fokusera mer på ansiktsuttrycken i verken, men att utställningen inte var någon form av debattartikel utan mer som att hon ställde en öppen fråga. "Det här är den farligaste utställningen vi haft här", sade museets intendent Bertil Bengtsson, och fortsatte: "Denna våg av fantasi hotar att dränka mig! Samtidigt som den hotar vår syn på de vanliga konstobjekten..." Westerberg tackade först nej till att ställa ut på museet, men hon ångrade sig – och tog över scenografin.
År 2011 ställde Westerberg ut på Gammelvala.. Där mottog hon även Arvika kommuns jubileumspris. År 2012 ställde hon ut i Ronneby och omskrevs i lokalpressen som hemsjuk och att hon motvilligt lämnat sin hemvist för utställningens skull. I samband med utställningen höll hon även en föreläsning.

### Bokutgivning

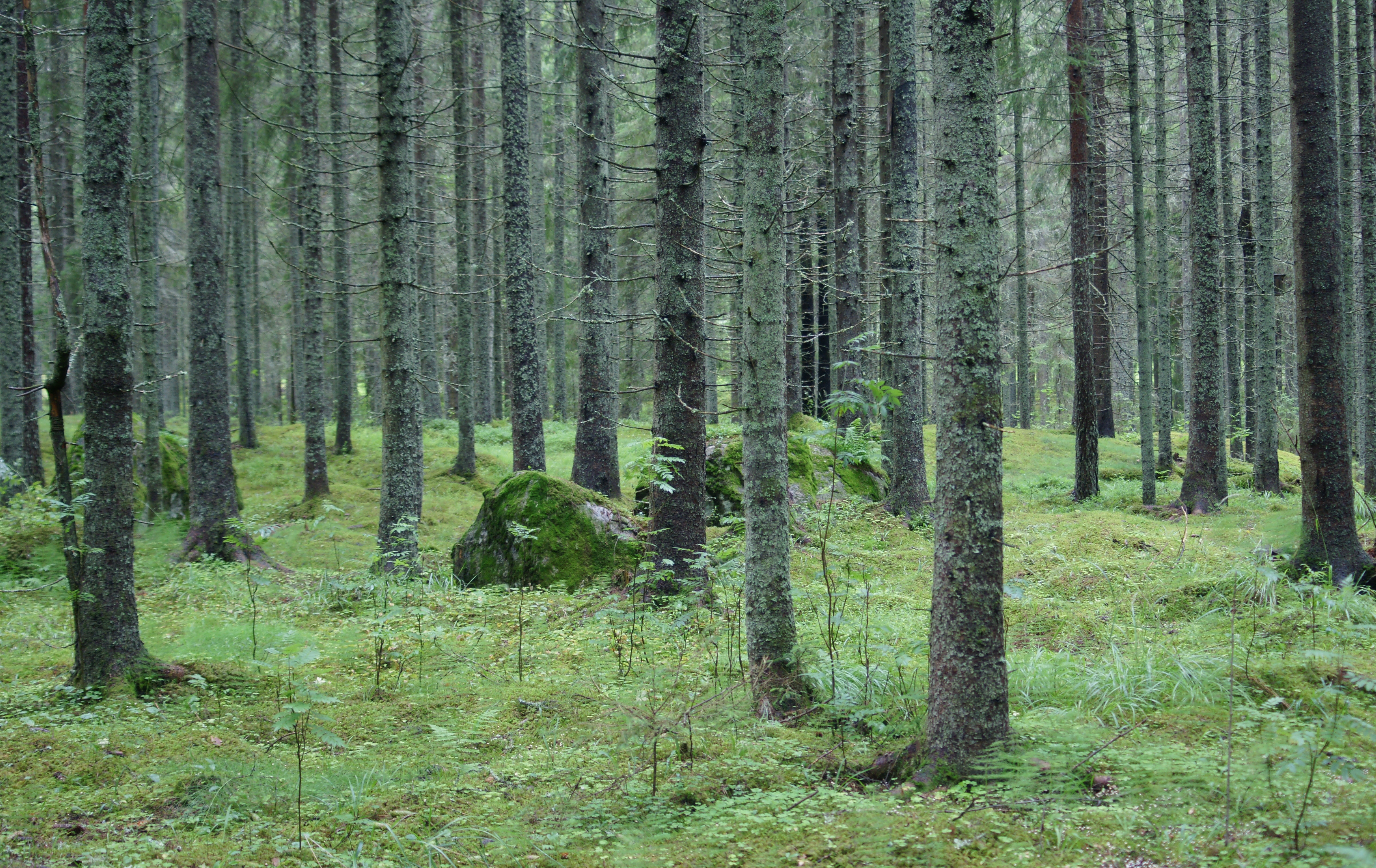
Skogen som omger Westerbergs bostad och ateljé.

2009 kom Westerbergs första bok: Vildhjärta – en kär lek mellan människa och skog på Heidruns förlag. I boken finns tio år av Westerbergs skapande, med tonvikt på de senare fem åren. Boken innehåller bilder på Westerbergs skulpturer och handskrivna texter. Hon har själv gjort layouten. "I boken har jag inte valt ut bara de vackra, utan allt: en fin, en ful, en rolig, en överarbetad", berättar hon i en intervju där hon även pratar om att hon inte skulle kunna ha gjort samma figurer ur fyrkantiga träbitar och att skogen är med och samarbetar om vilka uttryck skulpturerna tar. Westerberg tycker att det bästa med boken är att den är enkel att dela med sig av "till skillnad från pinnarna som är unika och mycket svårare att skiljas från". Westerbergs bok blev förlagets största utgivning 2009. Boken har getts ut i flera upplagor.
Boken recenserades i flera tidningar: Ystads Allehanda, Skogen, Tidningen Kulturen, Ny Tid, Stenungsunds-Posten och Hemslöjden.
År 2014 kom Westerbergs andra bok, Hjärtklappning, ut på samma förlag. Även denna bok handlar om förhållandet och kärleken till skogen, men den innehåller mer text än den första.

### Inspiratör
Vid sidan av sitt skapande arbetar Westerberg ibland som kreativ inspiratör; med detta arbete hoppas hon inspirera andra att arbeta med händerna samt även "väcka folks känsla för hur viktigt det är att ta hand om naturen". Hon låter bland annat skolklasser komma på besök till ateljén och ha workshop. Westerberg menar att barnens värld är större och mer magisk än vuxnas och hon vill lära av barnens förmåga att inte styras av förutfattade meningar.
När Westerberg ställde ut på Eksjö museum 2008 inbjöds alla kommunens skolor och runt 150 elever skapade sedan själva en utställning, med inspiration av Westerberg och sagor, som visades några månader senare på samma museum. Hon gör också framträdanden som till exempel på Skogsfestivalen, Rackstadmuseet och Smålands kulturfestival.

### I media
År 2006 kom dokumentärfilmen Skog – En värmländsk betraktelse där Westerberg är en av fem personer som filmen handlar om. År 2010 kom en dokumentärfilm om Westerberg gjord av Anders Hanser; filmen är 40 minuter lång och har samma titel som Westerbergs första bok: Vildhjärta – en kär lek mellan människa och skog. År 2012 blev Westerberg och hennes konstnärskap porträtterat i radiodokumentären "Pinnplockerskan". År 2015 var Westerberg en av semesterpratarna i P4 Värmland. 2015 var hon även med i radioprogrammet Söndagarna med Stina Wollter.

## Ideell verksamhet
Westerberg har varit vice ordförande i föreningen Skydda Skogen samt föreningens talesperson för Värmland. Hon verkar för bevarandet av gammelskog och är en förespråkare av blädningsbruk. Westerberg reste med föreningen till Karelen i det avsnitt av reportageserien Uppdrag granskning som granskade Ikeas verksamhet i Karelen. Med orden: "Skogen räddade mig och nu försöker jag rädda den" har hon beskrivit sitt engagemang. Efter Karelen förvandlade Westerberg ett av rummen i sin utställningslokal till begravningsplats, med ett "sagolikt sagolik" som mittpunkt, där hon även använde några pinnar från Ryssland.
2011 var Westerberg hjälparbetare på Sri Lanka, där hon bland annat träffade hövdingen för Veddafolket.

## Tonsatta texter

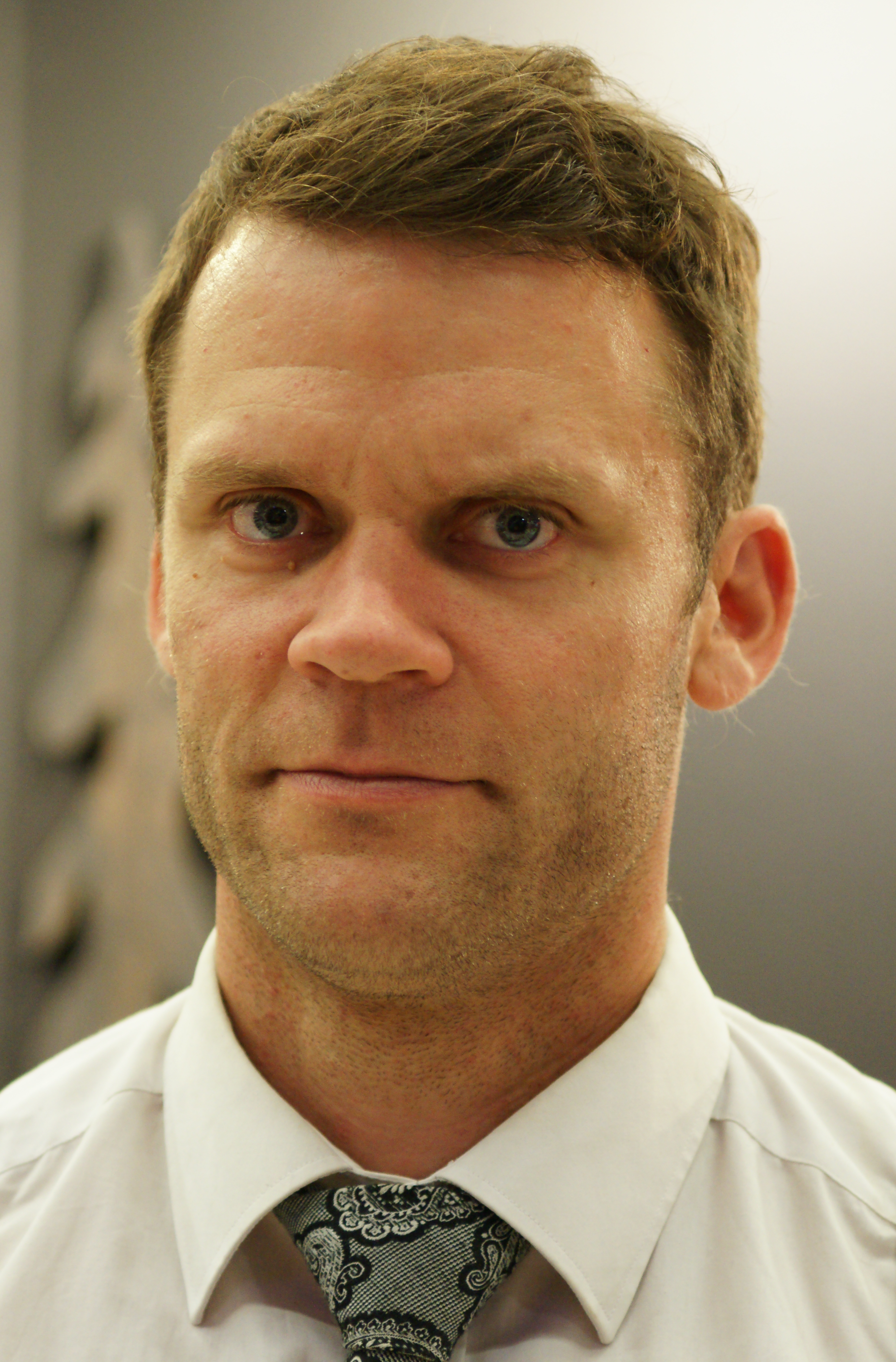
Johannes Söderqvist, Westerbergs make, och stundom tonsättare av hennes texter.

Westerberg har fått flera av sina texter tonsatta av folkmusikduon Hemjord, som utgörs av hennes man Johannes Söderqvist och folkmusikern Frida Granström. Söderqvist beskriver själv resultatet med orden "folkmusik i trä". Söderqvist har i arbetet med tonsättningen kallat Westerbergs alster för texter som inte ville böja sig. "Normalt sett när man skriver musik försöker man passa in orden i melodin. Här har vi ibland fått låta texten styra musiken helt. Det finns hela tiden en musikalitet i texterna", säger Söderqvist i en intervju. Arbetet med tonsättningen påverkade Westerberg: "Tidigare när jag gått ut i skogen har jag känt, luktat och sett saker. Nu lyssnar jag också. Jag hör till exempel fågelsången på ett nytt sätt". 15 av Westerbergs omkring 4 000 texter (2014) finns med på skivan Vem luktar räv? - trudelutter till Vildhjärtas texter. Texterna är hämtade ur boken Hjärtklappning. Att vid framträdanden ha haft med sig Granström och Söderqvist har gjort gott för Westerbergs scenskräck.

### Mottagande
Norska Groove skriver att texterna är originella och att det under texterna ligger en slags grön panteism, en symbolisk kärlek till den vilda skogen. I Lira skriver en recensent att texterna "balanserar på den slaka Pettson/skogsmullesång-linan. Men, efter kanske tio lyssningar är jag ganska helsåld" och beskriver det vidare som naturlyriska visor med stänk av miljöpolitik och att visorna "sätter sig fast som kardborrar på en yllekofta". Tidningen Kulturen skriver att "[v]issa skivor lockar innan man har hört dem bara genom sin originella bakgrundsberättelse" och att Westerbergs texter är som "ett slags naturens gåtfulla gåvor bearbetade bara så mycket att andra ska förstå det som ruvar dolt och egentligen inte har några ord".

## Erkännande
Westerberg är en omskriven konstnär. Säffle-Tidningen skriver 2014 att "Vildhjärta är vida känd, både för talang för och enkelhet". Aktiv Schweden skriver att Westerberg har ett barns fantasi och att konstverken har egna själar.
År 2010 var hon finalist i tävlingen "Årets färgstarkaste kvinna" som anordnades av Gudrun Sjödén.

### Priser och utmärkelser

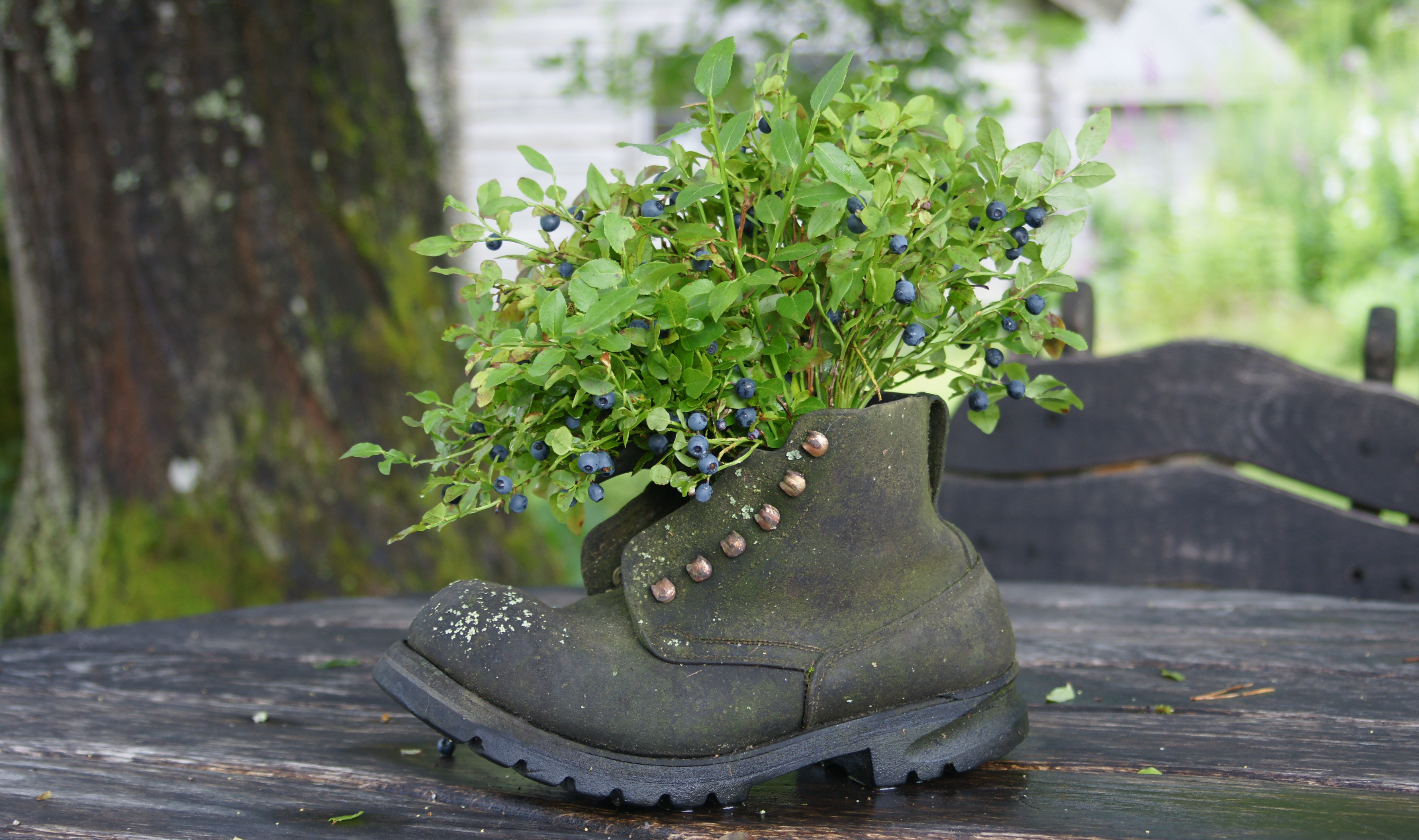
Blåbärsplantering i gammal sko, ätbart trädgårdspynt hos konstnären.

Westerberg tilldelades "Bästa hantverk i klassen hård slöjd" vid Hantverksmässan i Brunskog 2001 av länshemslöjdskonsulenterna Carina Olsson och Torbjörn Lindström. 2011 mottog Westerberg Arvika kommuns jubileumspris.
År 2014 tilldelades hon Nya Wermlands-Tidningens kulturpris.
2015 tilldelades hon Region Värmlands litteraturstipendium för boken Hjärtklappning.

### Antologier
- Tusen tankar om träd : en antologi som växer, Vi-skogen, Votum Gullers Förlag (2013) ISBN 9789187283239[108]
- Sånger från jorden : 32 röster för en ny relation till planeten, Skörda förlag (2015) ISBN 9789198230611[109]

## Utställningar (urval)

### Separatutställningar
- Kulturhuset Silvénska, Säffle, 1998.
- Galleri Iskällaren, Basteviken, Lurö, 2000.
- Värmlands konsthantverkare, Ahlmarkshuset, Karlstad, 2002.[55][25]
- Eksjö museum, 2007.[34]
- Reforma, Karlstad, 2007.[110]
- Moras Hemslöjd, 2008[22], även 2009[111] och 2012[112].
- "Sagor i Trä"[113], Solbacken, Sillegården, Västra Ämtervik, 2008[114].
- Värmlands Museum, 2010.[115][24]
- Enköpings konsthall, 2011.[41]
- Galleri 2, Säffle, februari-mars 2014.[116][3]
- Götene konstförening, Götene, mars 2014.[52]
- Galleri Strand[117], Slottsbron, Grums, 2015.[107]
- Galleri Björken, Sunne bibliotek, 28 november 2015 - 16 januari 2016.[118]
- Arvika bibliotek, 2015.[101]

### Samlingsutställningar
- Munkfors kvarn, konstens vecka, Munkfors, 1999.[119]
- Millennieutställning, Marinan, Rottneros, 1999.[21]
- Galleri Årestedt, Skeppsbron, Stockholm, 2000.[120][48]
- Galleri Slottet, vintersalong, Sunne, 2002.[121]
- "Snida, banka, tryck", Magasin C, Arvika, 2003.[122]
- Galleri Där Nole (med BBB), Sandviken, Edane, 2003.[123]
- "Skogen", Sundsbergs gårds konsthall, Sunne, 2003.[124][125]
- Vårsalongen, Hagfors konsthall, 2004.[53][126]
- Övre Frykens konstrunda, Fryksdalen, 2004.[127]
- Galleri 39 (med BBB), Arvika, 2004.[49]
- Konsthallen Arvika, Arvika, 2004.[35][128]
- Värmlands Hjärta, Konstrunda, västra Värmland, 2005[129], 2006[28], 2007[130], 2012[95], 2014[131], 2016[132].
- Galleri Runnevålen, Kil, 2005. Även 2010.
- "Vilda viskningar", Sahlströmsgården, Fryksdalens konstrunda, Torsby, 2006.
- Slöjdkalaset, Värmlands museum, 2006.[133]
- Huset på Strand, Årjäng, 2007.[134]
- Värmlandsmontern, Bok & Bibliotek, Göteborg, 2007.
- "Figurer i trä", Nordiska museet, Stockholm, 2008.
- Sundsbergs gårds konsthall, Sunne, 2008.[135][136]
- Galleri Fjøset, Sønsterud gård, Gjesåsen, Norge, 2008.[137][138]
- Fårfesten, KilArena, Kil, 2009[139] och 2016[140].
- "Hundliv i bild", Vårsalongen, Hagfors, 2009.[141]
- Sillegården, med Torbjörn Alström, Västra Ämtervik, 2009.[142]
- Sommerutstilling, Hørte dampfarveri, Telemark, Norge, juli 2009.
- "Ur skog, ur berg", med Ulla Blixt, Handkraft, Trollhättan, 2010.[143]
- Stallet, med Lena-Maria Stigsdotter, Mariestad, oktober-november 2012.[144]
- "Krax, Flax, Tälj å Förtälj", Ronneby kulturcentrum, tillsammans med Hans Westlund, Ronneby, 2012.[145][64]
- Älgutställning, Laxholmen, Munkfors, 2013.[146]
- Höstsalongen, Hagfors, 2013.[147]
- Galleriet på Krokstad herrgård, med Lena-Maria Stigsdotter, Säffle (ingick även i Säffles konstrunda), 2015.[50]
- "Go big or go home - go small or do not go at all", Laxholmen, Munkfors, 2016.[148]